# Medaile Za účast na mírových operacích
Medaile Za účast na mírových operacích (kazašsky Бітімгершілік операцияларына қатысқаны үшін) je státní vyznamenání Kazachstánu založené prezidentem Nursultanem Nazarbajevem 7. května 2002 spolu s dalšími kazachstánskými medailemi určenými k oceňování příslušníků ozbrojených sil Kazachstánu.

## Historie
Medaile byla založena Nursultanem Nazarbajevem prezidentským dekretem č. 865 ze dne 7. května 2002 spolu s dalšími kazachstánskými medailemi určenými k vyznamenávání příslušníků ozbrojených sil. Spolu s ní byly založeny Pamětní medaile 10. výročí ozbrojených sil Kazachstánu, Medaile Za bezvadnou službu, Medaile Veterán ozbrojených sil Kazachstánu a Medaile Za posílení vojenské spolupráce. Medaile byly vyráběny ve městě Öskemen.

## Pravidla udílení
Medaile je udílena příslušníkům ozbrojených sil Kazachstánu, příslušníkům národních bezpečnostních agentur a příslušníkům dalších jednotek, stejně jako občanům jiných států, kteří se účastnili mírových operací mimo území Kazachstánu. Medaile je udílena jménem prezidenta republiky a předána může být vrchním velitelem ozbrojených sil či veliteli dalších vojenských útvarů a jednotek. Spolu s medailí je oceněným předáváno i osvědčení o udělení vyznamenání.

## Popis medaile
Medaile kulatého tvaru o průměru 34 mm je vyrobená z mosazi. Na přední straně je uprostřed medaile vyobrazena zeměkoule a v její spodní části je stoupající holubice míru. Při vnějším okraji medaile je nápis s názvem vyznamenání Бітімгершілік операцияларына қатысқаны үшін. Na zadní straně je uprostřed medaile nápis Қазақстан Республикасының Қарулы Күштерi. Pod nápisem je znak Ozbrojených sil Kazachstánu, a to pěticípá hvězda, ve které je slunce a ve spodní části orel s roztaženými křídly. Okraj medaile je na obou stranách vyvýšen. Ke stuze je medaile připojena pomocí jednoduchého očka.
Stuhou z hedvábného moaré je potažena kovová destička ve tvaru šestiúhelníku. Destička je vysoká 50 mm a široká 32 mm. Stužku tvoří dva stejně široké pruhy v barvě zelené a modré.
Medaile se nosí na stužce nalevo na hrudi. V přítomnosti dalších kazachstánských řádů je umístěna za nimi. V případě přítomnosti dalších medailí se nosí za Medailí Za bezvadnou službu.